# Ben (Macklemore)
Ben è il terzo album in studio del rapper statunitense Macklemore pubblicato il 3 marzo 2023 dalla Bendo LLC.

## Descrizione
Il disco è stato annunciato nel gennaio 2023 tramite i suoi canali social; tra l'altro, dal disco, sono stati estratti 5 singoli. Presenta la partecipazione di Charlieonnafriday, Collett, DJ Premier, Jackson Lee Morgan, Livingston, Morray, NLE Choppa, Sarah Barthel, Tones and I, Vic Daggs II e Windser.
Inoltre, questo disco segna il ritorno del rapper dopo 5 anni e mezzo dall'ultimo album.

## Tracce
1. Chant (feat. Tones and I) – 4:31
2. No Bad Days (feat. Collett) – 2:53
3. 1984 – 3:24
4. Maniac (feat. Windser) – 3:01
5. Day You Die (feat. Sarah Barthel) – 3:13
6. Heroes (feat. DJ Premier) – 2:56
7. Grime – 3:26
8. I Need – 3:39
9. Lost / Sun Comes Up (feat. Jackson Lee Morgan) – 5:51
10. Faithful (feat. NLE Choppa) – 3:28
11. Tears – 3:14
12. Sorry (feat. Livingston) – 3:30
13. God's Will (feat. Vic Daggs II) – 3:13
14. I Know (feat. Charlieonnafriday) – 2:53
15. Tail Lights (feat. Morray) – 4:51